# Neprekinjen dotok črnila
Neprekinjen dotok črnila (ang. Continuous Ink Supply System - CISS, ali samo CIS) je način neprekinjenega dovajanja črnila tiskalnim glavam. Pri klasičnih kartušah, ki imajo samo nekaj deset mL črnila, je po navadi potrebno zamenjati kartušo po nekaj sto straneh, ko zmanjka črnila. Lahko se jo sicer  napolni z injekcijo, če se ni že posušila. Tiskalne glave oziroma kartuše imajo precej dolgo življenjsko dobo in lahko natisnejo več tisoč ali več deset tisoč strani, če imajo dotok neprekinjen črnila. 
Namestitev CIS sistema je mogoča na tiskalnikih, ki imajo rezervoar za črnilo, ki se ne premika.
Originalni proizvajalci tiskalnikov redko proizvajajo CIS sisteme, ker služijo na račun prodanih kartuš. Nekateri proizvajalci so vložili tožbe proti proizvajalcem CIS sistemov.Drugi proizvajalci tiskalnikov so ponudili svoje sisteme.